# هیثم عابد
هیثم عابد (انگلیسی: Haithem Abid؛ زادهٔ ۲۲ سپتامبر ۱۹۶۵) بازیکن فوتبال اهل تونس است.